# Buenos Aires National Wildlife Refuge
Pour les articles homonymes, voir Buenos Aires (homonymie).
Le Buenos Aires National Wildlife Refuge est une aire protégée américaine située dans le comté de Pima, en Arizona. Ce National Wildlife Refuge fondé en 1985 couvre 475 km2. Il abrite deux sentiers de randonnée classés National Recreation Trails, l'Arivaca Cienega Trail et l'Arivaca Creek Trail.

## Faune
Le refuge abrite 58 espèces de mammifères. Parmi les plus grandes espèces figurent le cerf mulet, le cerf de Virginie, l'antilope américaine ou pronghorn, le pécari et le puma. Il existe également plus de 325 espèces d’oiseaux différentes et 53 espèces de reptiles et d’amphibiens. La caille Colinus virginianus ridgwayi a été réintroduite dans le refuge.
Des jaguars occasionnels sont parfois signalés dans la région, qui est contiguë au Mexique. Entre 2004 et 2007, un vieux jaguar mâle a été suivi par des chercheurs de la région. L’animal a été appelé « Macho B » par les chercheurs et a déjà été photographié en 1996 dans la région. En outre, au moins un autre jaguar a été enregistré dans la région au cours de cette étude. 